# Babuwizm
Babuwizm – doktryna polityczna, głosząca, że wspólnota dóbr powinna być podstawą ekonomii państwa, zawierająca postulaty całkowitej likwidacji własności prywatnej, uspołecznienia produkcji i organizacji życia w komunie.
Prekursorem socjalizmu radykalnego był François Noël Babeuf, dziennikarz i teoretyk komunizmu (Manifest Plebejuszy) doby rewolucji francuskiej, marzący o rewolucji "większej, wspanialszej i ostatecznej", takiej, która wyniesie lud do władzy i zaprowadzi komunizm. W doktrynie Babeufa na czoło wysuwają się trzy idee:
- zdobycia władzy przemocą
- komunizmu agrarnego
- egalitaryzmu absolutnego.

Według pierwszej przewrót komunistyczny ma być dziełem elity rewolucyjnej, która przy pomocy ulicy złamie przewagę obozu rządzącego, ustanowi dyktaturę rewolucyjną i pod jej osłoną zniesie stary i zaprowadzi nowy porządek społeczny. By tego dokonać, należy najpierw wywłaszczyć prywatną własność ziemską i znieść prawo dziedziczenia, następnie rozparcelować ziemię w taki sposób, by powstały kolektywne gospodarstwa rolne o możliwie takiej samej wielkości. Równość majątków pozwoli dzielić dobra konsumpcyjne po równo. Babeuf wyobrażał sobie komunizm jako społeczeństwo realizujące zasadę egalitaryzmu absolutnego: każdemu obywatelowi tyle samo i to samo. Według tego stanowiska, żadne zasługi ani talenty nie uzasadniają nierównego podziału dóbr konsumpcyjnych.